# Verlengde driehoekige bipiramide
Een verlengde driehoekige bipiramide is in de meetkunde het johnsonlichaam J14.
Bij deze figuur worden twee driehoekige piramiden met hun congruente grondvlakken op grond- en bovenvlak van een driehoekig prisma geplaatst. Zoals de naam al aangeeft kan deze figuur ook worden geconstrueerd door een driehoekige bipiramide J12 te verlengen door een driehoekig prisma tussen haar congruente helften in te voegen.
De 92 johnsonlichamen werden in 1966 door Norman Johnson benoemd en beschreven.
- (en)  MathWorld. Elongated Triangular Dipyramid